# Lissonota subaciculata
Lissonota subaciculata là một loài tò vò trong họ Ichneumonidae.